# خيسوس جيلس
خيسوس جيلس (بالإسبانية: Jesús Géles)‏ مواليد 22 فبراير 1988 في كولومبيا، هو ملاكم محترف كولومبي يصنف ضمن فئة وزن الذبابة. حقق بطولة منظمة الملاكمة العالمية.

## إحصائيات
خاض خلال مسيرته 18 نزالا، فاز في 14 وتعادل في 1 وخسر في 3. فاز بالضربة القاضية في 5 نزالات.

## روابط خارجية
- خيسوس جيلس على موقع بوكس ريك (الإنجليزية) (registration required)